# 馬斯洛普夏
51°23′43″N 26°34′1″E / 51.39528°N 26.56694°E
馬斯洛普夏（烏克蘭語：Маслопуща），是烏克蘭的村落，位於該國西北部羅夫諾州，由薩爾內區負責管轄，始建於1918年，面積0.42平方公里，海拔高度150米，2001年人口176，人口密度每平方公里424.1人。